# بنجامین براندرت
بنجامن براندرت (Benjamin Brandreth) (زادهٔ ۲۳ ژوئن ۱۸۰۹ – درگذشتهٔ ۱۸ فوریه ۱۸۸۰)، از پیشگامان در استفاده زودهنگام از تبلیغات گسترده برای آگاه‌سازی مصرف‌کننده از محصول خود بود (ملینی که با حذف توکسین از خون بسیاری از بیماری‌ها را درمان می‌نماید). وی تاجری موفق و ثروتمند، رئیس بانک، و سناتور ایالت نیویورک شد.

## زندگی‌نامه
براندرت، پسر ویلیم هولمز (۱۷۷۵–۱۸۰۹) و ان، خواهر براندرت (۱۷۸۵–۱۸۷۷)، در ۲۳ ژوئن سال ۱۸۰۹ در نیوتاون، دربیشایر، انگلستان متولد شد. پدرش وقتی براندرت جوان بود، خانه را ترک نمود و توسط مادر و پدربزرگ مادریش، ویلیم براندرت، از کسی که وی نام خانوادگی‌اش را برگزید، بزرگ شد.

### قرص‌های براندرت
براندرت با سه فرزندش زمان اندکی پس از مرگ دومین همسرش، هریت اسمالپیج، در سال ۱۸۳۵ به ایالات متحده آمریکا، به امید اینکه بتواند در آنجا یک بازار بزرگتر نسبت به بازاری که در انگلستان داشت، برای قرص‌های گیاهی جهانی‌اش که توسط پدربزرگش، ویلیم براندرت، کشف شده بود، مهاجرت نمود. این فرمول یک کاتارتیک قوی بود و باور مشهور را که ناخالصی خون سبب امراض متعدد می‌شود را نادیده گرفت. براندرت با مستقر شدن در خیابان هادسون، نیویورک، سرانجام توانست در بازاریابی قرص‌هایش موفق شود و به یک مرکز بزرگتر در ۱۸۳۸ که در سینگ سینگ (بعدها آسینینگ، نیویورک)، ساخته بود، برود.
براندرت یک پیشگام در استفاده از تکنیک‌های تبلیغات وسیع برای آگاه‌سازی برند بود تا یک بازار وسیع را برای تولید خود ایجاد کند. براندرت مطالب تبلیغاتی خیلی زیادی در رابطه با قرص‌هایش نوشته و منتشر کرد که از جمله یک کتاب ۲۲۰ صفحه‌ای را به‌نام دکتران پاکسازی بود، کنجکاوی‌های ادبیات قدیم و مدرن از هیپوکراتس و دیگر نویسنده‌های پزشکی. تبلیغات براندرت دارای یک رنگ مشخص ادبی بود که توجه عامه را جلب کرد. براندرت کتاب‌ها و جزوه‌هایش را به‌طور وسیع و گسترده در سراسر کشور توزیع کرد و نیز در روزنامه‌ها هم فضای تبلیغاتی زیادی داشت. بالاخره قرص‌های او به یکی از پُرفروش‌ترین قرص‌ها در ایالات متحده آمریکا مبدل شد. «... یک کمیته کنگره در سال ۱۸۴۹ گزارش داد که براندرت بزرگترین تبلیغ‌گر خصوصی در کشور بود. در سال‌های ۱۸۶۲ و ۱۸۶۳ درآمد، ناخالص سالانه براندرت به بالاتر از ۶۰۰۰۰۰ دلار رسیده بود …». نام براندرت در ایالات متحده آمریکا به مدت پنجاه سال یک کلمه رایج بود. درحقیقت، قرص‌های براندرت آن‌قدر مشهور بود که در کتاب طنز ادگار الان پو به‌نام، چند کلمه با مومیایی، کلاسیک موبی دیک از هیرمن میلوی و کتاب فروتنانه جهان از پی تی برنام ذکر گردید.
مجتمع کارخانجات قرص براندرت در سال ۱۹۸۰ در میان اماکن تاریخی ملی اضافه شد.
هرچند که قرص‌های وی در بین عام فروخته می‌شد، آنها توسط متخصصین پزشکی و شکاکان به عنوان یک حیله‌گری شرح داده شده بودند. براندرت و قرص‌هایش در سال ۱۸۵۸ در کتاب‌دان کینگز کویکری ذکر گردیده شد. جیمز هاروی، یک مورخ، فرموده که براندرت دغدغه‌های خود را آنقدر متقاعد بر قورت دادن قرص‌هایش به‌طور سریع و تند کرد، گویا غذای شب را می‌بلعد.

### سایر علایق تجاری
به عنوان یک تاجر برجسته، براندرت در میان بیان‌گذاران و نخستین رئیس بانک پس‌انداز وستچستر در تاری تاون، نیویورک بود. این بانک در ۲۱ ژوئیه، ۱۸۵۳ تأسیس و در ۳۰ دسامبر، ۱۹۹۳ با اولین بانک فدرال، فیدلیتی، ادغام شد. وی در سال ۱۸۵۷ هتل براندرت، نزدیک کانال و برادوی را در شهر نیویورک بنا کرد.

### پارک براندرت
در سال ۱۸۵۱ براندرت ۲۶۰۰۰ جریب زمین (۱۱۰ کیلومتر مربع) را که هر جریب آن به قیمت ۱۵ سنت بود، در ادیرناداکس، نیویورک برای تأسیس اولین پناهگاه خصوصی در پارک ادیرناداکس، خرید که به‌نام پارک براندرت شناخته شد. این پارک امروزه در فامیل باقی‌مانده و تعدادی از کابینه‌ها و کلبه‌ها را در یک محوطه بیابانی جای داده‌است.

### فعالیت‌های سیاسی
براندرت یک پیشگام دموکرات در وستچستر، نیویورک و نماینده آن درمجلس سنای ایالت نیویورک در سال ۱۸۵۰، ۱۸۵۱، ۱۸۵۸ و ۱۸۵۹ بود. وی در سال ۱۸۵۶ انتخابات کنگره ایالات متحده را در مقابل جان دبلیو. فریدون باخت. وی در تعدادی از جماعت‌های دموکرات فعال بود.

### مدنی
براندرت در توسعه مدنی سینگ سینگ (بعدها آسینینگ، نیویورک)، فعال بود. وی یکی از مشترکین برای تلاش در جمع‌آوری پول برای ساخت کلیسای ترینیتی در آن شهر بود. او یکی از بنیان‌گداران کالج پزشکی الکتیک بود که آنرا تا آخر عمر خود حمایت مالی نمود. او در سال ۱۸۷۴ ساختمان که توسط کالج استفاده می‌شد را برای دکتر رابرت اس. نیوتن و همکارش ارایه کرد. براندرت در ماسون‌ها فعال بود که مسئولیت تشیع جنازه‌اش را به‌طور کامل به عهده گرفت.

### خانواده
براندرت سه بار ازدواج نمود. وی اول با سوسن لیدس، کسیکه بعد از چند وقت از آن جدا شد، ازدواج کرد. دومین همسر وی هریت اسمالپیج بود که هفت سال بعد از ازدواجش درگذشت. همسر سوم وی ویرجینا گراهام بود. وی سه فرزند، از جمله جورج ای براندرت، از همسر دوم و ده فرزند از همسر سوم خود داشت. براندرت پدربزرگ ویرجینا براندرت، همسر فاکس کارنر و پدربزرگ گیلس براندرت بود.

### وفات
براندرت در ۱۸ فوریه، ۱۸۸۰ وفات نمود.
آن روز وی صبح وقت برخاسته و با پسر بزرگش ساعت شش و سی به کارگاه رفت. او در حدود یک ساعت در اتاق مکسنگ کار می‌کرد و بعدش سکته مغزی بالایش آمد و درگذشت؛ لذا، در اخیر همانند شروع سرگذشتش در آمریکا، براندرت در حال درآمیختن پاکسازی بود که شدیداً به آن عقیده داشت.
اثری که براندرت روی جامعه محلی سینگ سینگ گذاشت توسط مجله نیویورک تایمز در هنگام وفات وی بیان شد.
... پرچم‌ها به‌طور نیمه برافراشته شده بودند و همه محل‌های تجاری در روستای شامل بانک، پُسته خانه، محل یادبود سربازان و چندین هتل‌ها همراه با اماکن شخصی را در آن روز شنبه به ماتم فرو بردیم.
مراسم تشیع جنازه براندرت در کلیسای ترینتی برگزار شد که در آنجا صرف عده‌ای از عزاداران توانستند حاضر شوند. دیگران در خیابان‌های دلی سیمیتری، جاییکه جسد وی سوزانده شد، صف بسته بودند. جسد وی در یک تابوت که از فلز و برنز ساخته شده بود، گذاشته و روی آن با یک صفحه شیشه‌ای مومیایی شده بود. سواره که به طرف گورستان می‌رفت شامل حمل روحانیون و غول‌داران، گروه برنجی گردان، ماشین نعش کشی با محافظ ۸ شوالیه ماسونی و حمل دیگر برای ۱۵۰ نفر از دوستان و نزدیکان وی بودند که طول کارگوی آن به بالاتر از یک مایل می‌رسید، به گونه‌ای که کارگوی اول با ترک نمودن آخرین فرد از کلیسا به گورستان می‌رسید.